# BAC TSR-2
British Aircraft Corporation TSR-2 là một loại máy bay trinh sát/đột kích của hãng British Aircraft Corporation (BAC) chế tạo cho Không quân Hoàng gia (RAF) cuối thập niên 1950 đầu thập niên 1960.

## Tính năng kỹ chiến thuật
Dữ liệu lấy từ TSR2: Britain's Lost Bomber
Đặc điểm tổng quát
- Tổ lái: 2
- Chiều dài: 89 ft (27,13 m)
- Sải cánh: 37,14 ft (11,32 m)
- Chiều cao: 23,77 ft (7,25 m)
- Diện tích cánh: 702,9 ft² (65,3 m²)
- Trọng lượng rỗng: 54.750 lb (24.834 kg)
- Trọng lượng có tải: 79.573 lb (36.169 kg)
- Trọng lượng cất cánh tối đa: 103.500 lb (46.980 kg)
- Động cơ: 2 × Bristol Siddeley Olympus B.Ol.22R (Mk. 320) kiểu turbojet
  - Lực đẩy thô: 22.000 lb (97,87 kN) mỗi chiếc
  - Lực đẩy khi đốt tăng lực: 30.610 lb (136,7 kN) mỗi chiếc

 Hiệu suất bay 
- Vận tốc cực đại: Mach 2.35 trên độ cao 40.000 ft/12.000 m (Mach 1.1+ trên mực nước biển)
- Tầm bay: 2.500 nmi (2.877 mi, 4.630 km)
- Bán kính chiến đấu: 750 nmi (860 mi, 1.390 km)
- Tầm bay chuyển sân: 2.500 nmi (2.877 mi, 4.630 km)
- Trần bay: 40.000 ft (12.000 m)
- Vận tốc leo cao: 15.000 ft/phút (4.575 m/phút)
- Lực đẩy/trọng lượng: 0,59

Trang bị vũ khí

Tổng tải trọng vũ khí là 10.000 lb (4.500 kg); 6.000 lb (2.700 kg) bên trong và 4.000 lb (1.800 kg) bên ngoài

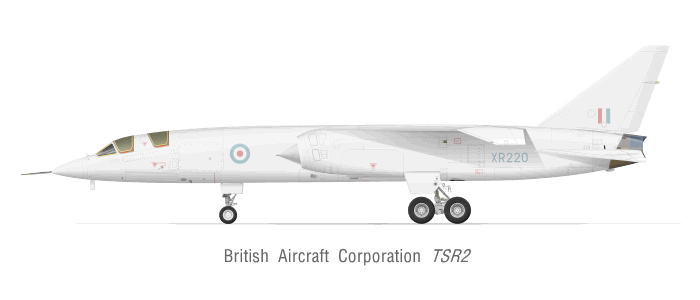
XR220

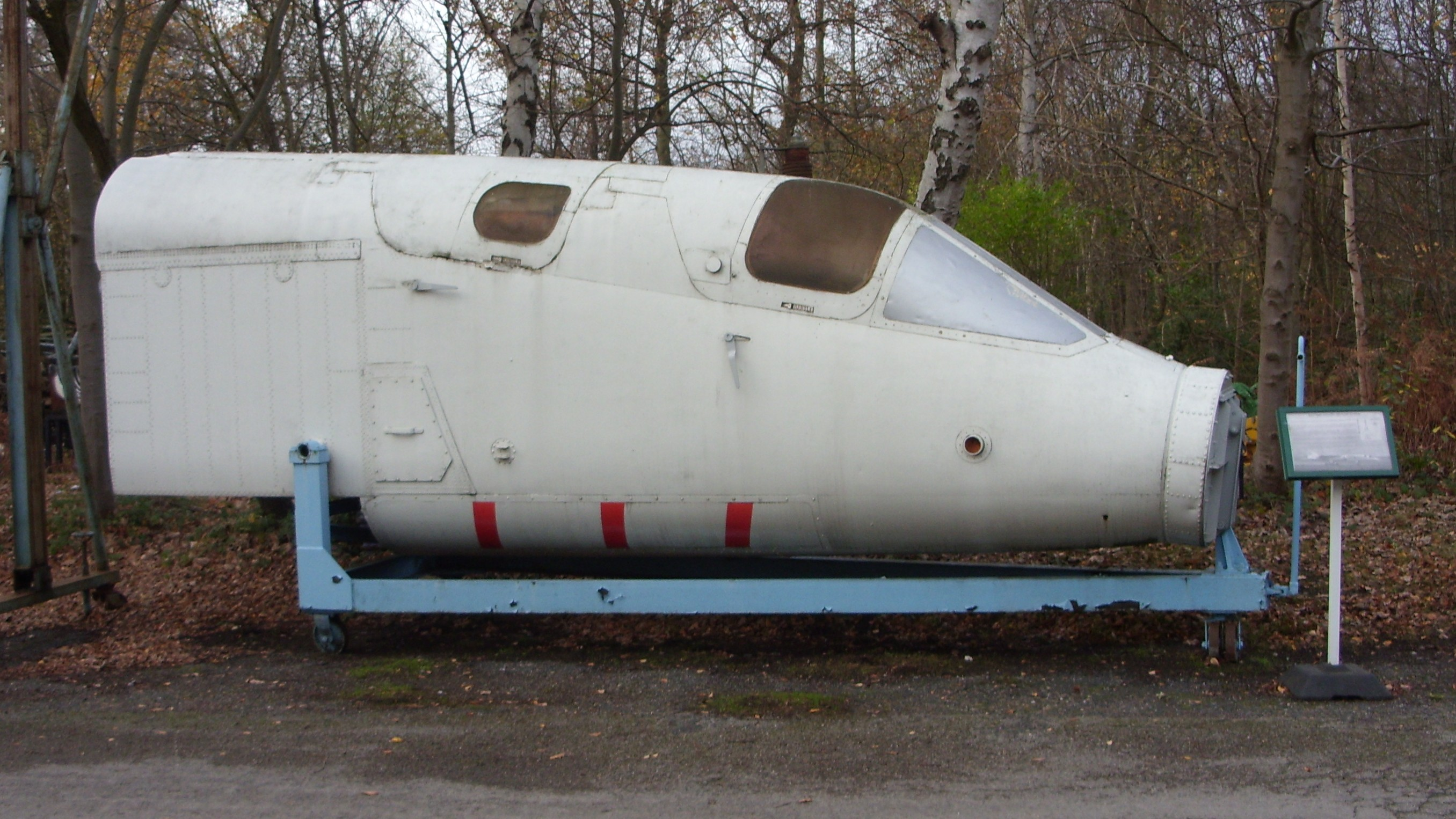

- Khoang quân giới trong thân, dài 20 ft (6 m), với 1 vũ khí hạt nhân Red Beard 15 kt hoặc 2 vũ khí hạt nhân OR.1177 300 kt hoặc 6 x bom 1.000 lb (450 kg). Hoặc
- 4 x cụm rocket 37 inch (0,94 m)

Hệ thống điện tử

- Hệ thống phi công tự động Autonetics Verdan sửa đổi bởi Elliot Automation
- Ferranti (hệ thống tấn công/dẫn đường và radar bám địa hình)
- EMI (radar dò 2 bên)
- Marconi (hệ thống điện tử)
- Cossor (IFF)
- Plessey (Radio)